# آرامگاه مجتهدی
مقبره مجتهدی مربوط به دوره قاجار است و در زنجان، اواسط خیابان نواب صفوی، حدفاصل بازارپائین واقع شده و این اثر در تاریخ ۲۸ دی ۱۳۷۹ با شمارهٔ ثبت ۲۹۶۷ به‌عنوان یکی از آثار ملی ایران به ثبت رسیده است.
این بنا مقبره خاندان مجتهدی زنجانی است.
آیات میرزا عبدالواسع مجتهد زنجانی و سید محمد مجتهد و افراد دیگری از این خاندان در این مقبره مدفونند.

## مدفونین در این مقبره
سید محمد مجتهد سردانی
میرزا عبدالواسع مجتهد زنجانی
سید کاظم مجتهدی (فرزند سید ابوالفضائل حسینی زنجانی و پدر همسر سید محمد حسینی زنجانی )
سید اسحاق مجتهدی (فرزند سید رضی حسینی زنجانی)
سیده نعیمه مجتهدی (همسر سید محمد حسینی زنجانی )
و...